# سمفونی صنعتی شماره ۱
سمفونی صنعتی شماره ۱: رؤیای دل‌شکسته (انگلیسی: Industrial Symphony No. 1: The Dream of the Broken Hearted) نمایش‌نامه‌ای کوتاه و آوانگارد در سبک موزیکال به کارگردانی دیوید لینچ است که در سال ۱۹۹۰ منتشر شد.

## بازیگران
- نیکلاس کیج - دل‌شکن
- لورا درن - زن دل‌شکسته
- جولی کروز - خود رؤیایی زن دل‌شکسته
- مایکل جی اندرسون - چوب‌بر/دوقلوی آ (Twin A)